# Palpada mirabilis
Palpada mirabilis är en tvåvingeart som först beskrevs av Hull 1925.  Palpada mirabilis ingår i släktet Palpada och familjen blomflugor.
Artens utbredningsområde är Colombia. Inga underarter finns listade i Catalogue of Life.